# The Lost Planet (seriado)
The Lost Planet é um seriado estadunidense de 1953, gênero ficção científica, dirigido por Spencer Gordon Bennet, em 15 capítulos, estrelado por Judd Holdren e Vivian Mason. Foi produzido e distribuído pela Columbia Pictures, e veiculou nos cinemas estadunidenses a partir de 4 de junho de 1953.
Foi o 51º entre os 57 seriados produzidos pela Columbia Pictures, e foi essencialmente uma seqüência para o seriado Captain Video: Master of the Stratosphere, com o qual tem muitas semelhanças de roteiro e de elenco. No entanto, os Vídeo Rangers não aparecem, e seus uniformes são usados pelos escravos criados eletronicamente por Reckov, o ditador do Lost Planet (Gene Roth), com a ajuda do cientista louco Dr. Grood (Michael Fox) e do cientista do bem Professor Dorn (Forrest Taylor), que está seqüestrado.

## Sinopse
Dr. Ernst Grood conseguiu ganhar controle sobre o planeta Ergro como o primeiro passo na sua conquista desejada do universo. O repórter Rex Barrow, o fotógrafo Tim Johnson, Professor Edmund Dorn e sua filha Ella são capturados por Grood, que planeja fazer uso do conhecimento do professor. Com a ajuda das invenções do professor, Rex é capaz de livrar Ergro de Groods, enquanto Grood é enviado em uma viagem sem fim pelo espaço.

## Elenco
- Judd Holdren … Rex Barrow
- Vivian Mason … Ella Dorn
- Michael Fox … Dr. Ernst Grood
- Forrest Taylor … Prof. Edmund Dorn
- Gene Roth … Reckov
- Ted Thorpe … Tim Johnson
- Karl 'Killer' Davis … Karlo, ou Robot R-4
- Jack George … Jarva
- Frederic Berest … Alden
- John L. Cason … Hopper
- Lee Roberts … Wesley Brenn, ou Robot R-9
- Nick Stuart … Darl
- Leonard Penn … Ken Wopler
- Joseph Mell … Lah

## Produção
The Lost Planet foi o último dos três únicos seriados de ficção científica produzidos pela Columbia. A despeito dos nomes dos personagens, o seriado foi, essencialmente, uma sequência de Captain Video, e usou muitas cenas de arquivo desse seriado.
Michael Fox lembrou que o escritor George Plympton deliberadamente escreveu expressões que ele pensou que os atores não poderiam falar, tais como a dizer como “O átomo propulsor define uma parede de radiação que corta o impulso detonador de nêutrons!"
Ao contrário do seriado Captain Video: Master of the Stratosphere, The Lost Planet tem uma personagem feminina, a filha do Professor Dorns, Ella (Vivian Mason), em uma versão feminina atraente com o uniforme dos Vídeo Rangers. O herói não é o Capitão Vídeo, mas um repórter de jornal, Rex Barrow, interpretado por Judd Holdren (que já havia interpretado o Capitão Vídeo e Commando Cody nos seriados anteriores, Captain Video: Master of the Stratosphere e Commando Cody: Sky Marshal of the Universe). Livros sobre os seriados da era sonora geralmente concluem que este é um dos piores seriados já feitos, mas ainda possui alguns pontos de interesse. O desempenho bizarro de Michael Fox (1921–1996) como o vilão Dr. Grood é particularmente memorável. Este é um dos primeiros papéis de Fox na tela. Ele passou a uma longa e distinta carreira como um ator em dezenas de longas-metragens e centenas de séries de TV até sua doença final e morte.

## Crítica
Na opinião de Harmon e Glut, The Lost Planet é um "cliffhanger de espaço bastante malfeito, de baixo orçamento".

## Capítulos
1. Mystery of the Guided Missile
2. Trapped by the Axial Propeller
3. Blasted by the Thermic Disintegrator
4. The Mind Control Machine
5. The Atomic Plane
6. Disaster in the Stratosphere
7. Snared by the Prysmic Catapult
8. Astray in Space
9. The Hypnotic Ray Machine
10. To Free the Planet People
11. Dr. Grood Defies Gravity
12. Trapped in a Cosmo Jet
13. The Invisible Enemy
14. In the Grip of the De-Thermo Ray
15. Sentenced to Space

Fonte: